# Jakob 4. af Skotland
Jakob 4. af Skotland (engelsk James IV of Scotland) (17. marts 1473–9. september 1513) var konge af Skotland fra 1488 til 1513. 
Han var søn af Jakob 3. af Skotland og Margrete af Danmark-Norge (eneste datter af kong Christian 1. af Danmark-Norge). Han var gift med Margaret Tudor (datter af kong Henrik 7. af England og Elizabeth af York). De blev forældre til kong Jakob 5. af Skotland.
Jakob 4.s regering endte med nederlaget i slaget ved Flodden (ved Coldstream i Northumberland), hvor han som den sidste britiske monark blev dræbt i kamp. 

## Biografi
Jakob 4. var indblandet i oprøret i 1488, der endte med hans fars død i slaget ved Sauchieburn. Jakob blev efterfølgende kronet til konge i Scone-paladset, og det er uklart, hvilket resultat den femtenårige dreng havde ventet sig af oprøret; men det er klart, at han resten af livet var skyldbetynget over sin delagtighed i oprøret.  Resten af livet gik han med en celice - en jernlænke – omkring midjen. 
I 1493 udmanøvrerede han the Lords of the Isles - "øernes herrer". Fra da af tilkom titlen Lord of the Isles kun Skotlands konge. Under hans regering kom den første trykpresse til Skotland i 1503. 
En tid støttede han oprøreren Perkin Warbeck, og gav ham sin slægtning Catherine Gordon til kone. Jakob invaderede England for at støtte Warbeck, men indså snart, at fred mellem England og Skotland var det mest tjenlige for begge lande, og 24. januar 1502 indgik han og Henrik 7. af England en aftale om perpetual peace - "evig fred". Navnet skrev sig fra, at aftalen skulle være bindende, ikke kun for de to monarker, der underskrev, men også for deres efterfølgere i al evighed. Efter at Jakobs elskerinde Margaret Drummond var død - forgiftet sammen med sine søstre, sandsynligvis for at forhindre kongen i at gifte sig med hende - gik Jakob med på at besegle aftalen yderligere ved at gifte sig med kong Henriks datter Margaret Tudor. "Ægteskabet mellem tidslen og rosen" blev indgået 8. august 1503 i Holyrood-klostret i Edinburgh. 
Parrets tre første børn døde som spæde. Sønnen James levede op og blev konge med titlen Jakob 5., mens en sidste søn, Alexander, blev født efter sin fars død, og døde selv som spædbarn.

## Aftalebruddet
Aftalen om "evig fred" blev brudt i 1513, da Jakob 4. invaderede England for at støtte Frankrig, der i sin tur var blevet angrebet af Henrik 8. af England. Invasionen blev påtvunget Jakob med baggrund i Skotlands aftale med Frankrig, kaldt the Auld Alliance ("den gamle alliance"), en gensidig forpligtelse fra 1200-tallet mellem de to lande. Slaget ved Flodden kostede omkring 10.000 skotter livet, deriblandt ni jarle, tretten baroner, fem arvinger til titler, tre biskopper, to abbeder og kong Jakob 4. selv;  og da han også havde brudt aftalen om "evig fred", blev han tilmed ekskommuniseret og kunne ikke begraves i indviet jord. Hans levninger blev liggende i månedsvis i karteuserordenens kloster i Sheen i Richmond, Surrey. Henrik 8. sendte et brev til pave Leo 10., dateret 12. oktober 1513, hvor han bad om tilladelse til at begrave den skotske konge i Skt. Paul-katedralen i London. Leo 10. gav i brev 29. november sin tilladelse; men før begravelsen kunne finde sted, var Henrik 8. blevet uvenner med paven. Aftalen om "evig fred" blev dog ikke helt glemt, da den senere dannede udgangspunkt for oprettelsen af unionen mellem England og Skotland i 1606, hvor Jakob 6. af Skotland efterfulgte Elisabeth 1. af England på tronen. 
Jakob 4.s levninger lå stadig i Richmond, da kong Henrik tyve år senere opløste klostrene. Det siges, at kraniet blev benyttet som fodbold, før det blev taget som souvenir og omsider endte i Store Skt. Mikaels Kirke i Wood Street i City of London og begravet der. Den kirke er for længst forsvundet, og på dens kirkegård ligger nu puben Red Herring. Muligvis ligger kongens krop i Sheen, og hovedet i Wood Street i London.  I 2013 blev en mindeplade om kongen opsat på en golfbane i Richmond, med indskriften "Dedicated to James IV, King of Scots, who fell at the battle of Flodden, 1513, and whose remains were last seen here in the Carthusian monastery of Sheen." Ironisk nok forbød Jakob 4.s farfar, Jakob 2., golf i 1457 for at være "farligt og generende." 

## "Guds eget sprog"
Den skotske ø Inchkeith skal i 1493 være blevet bosted for en stum kvinde og to spædbørn, sendt der af Jakob 4. Kongen ønskede at opdage, hvilket sprog børnene kom til at tale når de voksede op isoleret fra civilisationen og talende mennesker - det var hans teori, at det ville blive Guds eget sprog. Den skotske historiker Robert Lindsay mente, at børnene havde talt hebraisk; mens andre kilder hævder, at børnene slet ikke lærte at tale. 